# Peristylus kinabaluensis
Peristylus kinabaluensis är en orkidéart som beskrevs av Cedric Errol Carr. Peristylus kinabaluensis ingår i släktet Peristylus och familjen orkidéer. Inga underarter finns listade i Catalogue of Life.